# Constructivisme (psicologia)
El terme constructivisme en psicologia es refereix a totes les teories que no consideren els éssers humans receptors passius d'experiències i aprenentatges, sinó constructors actius de la seua realitat i experiències. En psicologia constructivista, la teoria i pràctica s'enfoquen en la manera en què els individus creen sistemes de significat per donar sentit al seu món i experiències; se centren, per tant, en l'estructura significativa en què es construeix la personalitat humana.
Des d'un punt de vista filosòfic, el constructivisme vol conciliar el racionalisme i l'empirisme, que són dues formes diferents d'enfocar la psicologia del desenvolupament.
En psicoteràpia, per exemple, aquest enfocament pot expressar-se quan el terapeuta proposa al seu pacient preguntes que li concentren l'atenció en els processos de significat i desenvolupament en el seu món relacional, alhora que l'encoratja a expandir i flexibilitzar aquests processos. Pioners d'aquest enfocament són Miichael Mahoney, George Kelly, Vittorio Guidano, Jean Piaget, Frederic Bartlett i Max Wertheimer.

## Orígens
Tot i que les seues arrels es puguen remuntar a filòsofs com Giambattista Vico, es poden considerar iniciadors del constructivisme els psicòlegs George Kelly en clínica (amb la Psicologia dels constructes personals de 1955) i Jean Piaget en psicologia del desenvolupament (amb la seua "epistemologia genètica" és a dir, l'estudi dels orígens psicològics de la teoria del coneixement individual).
També es poden considerar pares del constructivisme Humberto Maturana, Ernst von Glassersfeld, Francisco Varela, Heinz von Foerster, Niklas Luhmann, Paul Watzlawick, Gregory Bateson, Lev Vygotski i Kurt Lewin.

## Generalitats
Des d'una postura psicològica i filosòfica, s'argumenta que l'individu forma o construeix gran part del que aprén i comprén. Destaca la situació en l'adquisició i perfeccionament de les habilitats i coneixements. Des del punt de vista constructivista, el mestre no ensenya en el sentit tradicional d'impartir coneixements a l'aula, sinó que acudeix a materials amb què els alumnes es comprometen activament amb manipulació i interacció social.
Un supòsit bàsic del constructivisme és que els individus hi participen activament i n'han de redescobrir els processos bàsics. El constructivisme exogen referma la forta influència de l'exterior en la construcció del coneixement.